# لورنزو دل پینتو
لورنزو دل پینتو (انگلیسی: Lorenzo Del Pinto؛ زادهٔ ۱۷ ژوئن ۱۹۹۰) بازیکن فوتبال اهل ایتالیا است.
از باشگاه‌هایی که در آن بازی کرده‌است می‌توان به باشگاه فوتبال دلفینو پسکارا اشاره کرد.